# Jewhenija Haptschynska

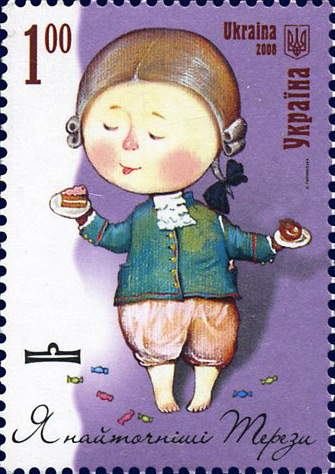
Briefmarke der Ukraine zum Tierkreiszeichen Waage, gestaltet von Jewhenija Haptschynska

Jewhenija Hennadijiwna Haptschynska, international bekannt als Eugenia Gapchinska (ukrainisch Євгенія Геннадіївна Гапчинська; * 15. November 1974 in Charkiw, Ukrainische SSR), ist eine ukrainische Malerin und Kinderbuchillustratorin.

## Leben und Werk
Haptschynska wurde als das fünfte Kind in der Familie geboren und besuchte mit 13 Jahren die Charkiwer Kunstschule. Sie schloss dort 1992 ihr Studium ab und studierte dann bis 1999 am Charkiwer Kunstinstitut. Von 1996 bis 1997 war sie Praktikantin an der Akademie der Bildenden Künste Nürnberg. Im Jahr 2000 zog sie mit ihrem Mann Dmitri Haptschynski nach Kiew, wo sie verschiedene Positionen bekleidete.
Als sie in der Galerie „Srebni dzvoni“ als Kuratorin tätig war, begann sie wieder zu malen. In kurzer Zeit fertigte sie 15 Gemälde an und organisierte 2002 mit Unterstützung der Galerie eine eigene Ausstellung, über die in den Medien positive Kritiken veröffentlicht wurden. Danach erhielt sie Kooperationsangebote von dem russischen Büro der Zeitschrift Vogue und dem Kunstmuseum Albertina in Wien, für das sie eine Gemäldeserie über ein Mädchen erstellte, das in die Ateliers verschiedener Künstler reist.
Haptschynska kaufte eine Werkstatt und eröffnete zuerst in Kiew eine Galerie, dann in Odessa, Dnipro und Moskau. Ihre Bilder wurden im Kiewer Nationalmuseum für russische Kunst, in dem Ausstellungskomplex Manege in Moskau, in London in der London Contemporary Art Gallery, in Nürnberg sowie in vielen privaten Galerien in der Ukraine, Russland und Europa ausgestellt.
Als Kinderbuchillustratorin arbeitet sie mit den Verlagen A-BA-BA-GA-LA-MA-GA und Smart Child Verlag zusammen. Auf Italienisch erschienen vier kindgerechte Biografien von Stars: In ihrem laut Verlegerin Marilla Pascale „unverwechselbaren Stil“ zeigte Haptschynska Freddie Mercury, Frida Kahlo, die Mona Lisa (im Band Leonardo) und Marilyn Monroe.
Das staatliche Postministerium Ukrposchta gab 2008 eine Briefmarkenserie mit Tierkreiszeichen-Motiven von Jewhenija Haptschynska heraus.

## Ausstellungen (Auswahl)
- 2020: Green Sofa, Lemberg[8]

## Veröffentlichungen (Auswahl)
- mit Marina Migliavacca (Text): Freddie (= Vite (im)perfette. Band 1). Malia, Mailand 2019, ISBN 978-88-93301-71-8.
- mit Marina Migliavacca (Text): Frida (= Vite (im)perfette. Band 2). Malia, Mailand 2019, ISBN 978-88-93301-72-5.
- mit Marina Migliavacca (Text): Leonardo (= Vite (im)perfette. Band 3). Malia, Mailand 2019, ISBN 978-88-93301-73-2.
- mit Marina Migliavacca (Text): Marilyn (= Vite (im)perfette. Band 4). Malia, Mailand 2019, ISBN 978-88-93301-70-1.
- mit Laura Eynard (Text): Yoga: La danza della vita. Malia, Mailand 2020, ISBN 978-88-9330-202-9.